# Geča
Geča – wieś (obec) na Słowacji położona w kraju koszyckim, w powiecie Koszyce-okolice. Pierwsze wzmianki o miejscowości pochodzą z roku 1255. 
Według danych z dnia 31 grudnia 2012, wieś zamieszkiwało 1649 osób, w tym 817 kobiet i 832 mężczyzn.
W 2001 roku rozkład populacji względem narodowości i przynależności etnicznej wyglądał następująco:
- Słowacy – 98,72%
- Czesi – 0,27%
- Polacy – 0,07%
- Romowie – 0,07%
- Rusini – 0,07%
- Węgrzy – 0,13%

Ze względu na wyznawaną religię struktura mieszkańców kształtowała się w 2001 roku następująco:
- Katolicy rzymscy – 94,67%
- Grekokatolicy – 1,82%
- Ewangelicy – 0,81%
- Prawosławni – 0,13%
- Ateiści – 1,08%
- Nie podano – 0,81%